# 하자르
하자르는 서기 6세기 말 캅카스 북쪽에 카간국을 세운 튀르크계의 유목민족, 또는 그 카간국을 가리킨다. 그 영토는 동서로는 우크라이나 초원에서 우랄 강에, 남북으로는 볼가 강 중류에서 북 캅카스와 크림 반도에 이르렀다.
하자르 카간국은 돌궐 제국의 아사나 일파로 서돌궐이 와해되고 서쪽으로 이주한 것으로 보인다. 8세기 중반 하자르 제국의 황족들은 유대교를 받아들였다. 하자르 제국은 7세기 이후 캅카스 북쪽으로 이슬람의 확장을 막았으며, 흑해 북안에서는 동로마 제국과 경쟁했다.

## 역사
하자르 카간국은 7세기에 처음 등장했다. 이라클리오스가 이란에 대한 전쟁을 수행할 당시 동맹국으로 서튀르크 제국을 두었는데, 그 주력이 하자르 부락의 군대였다. 서돌궐 제국이 와해되자 아사나의 일파가 다시 흑해와 카프카스 북쪽에 독립된 카간국을 세웠다. 이 국가가 하자르 카간국이다.
하자르 카간국의 등장은 아랍 칼리프국의 발전과 거의 같은 시기였다. 642년, 나하반드 전투에서 사산 제국군을 격파한 아랍군은 북쪽과 동쪽으로 나아갔다. 북쪽으로의 진군은 캅카스 남부에서 하자르인에 의해 막혔다. 전쟁은 이후 1세기가량 이어졌다. 당시 아랍 제국은 비잔티움 제국과도 전쟁 중이었기 때문에, 동아시아 대륙과 유럽 사이의 교역은 축소되었다.
하자르 제국과 아랍 제국이 화해한 것은 하룬 알라시드의 시대였다. 또한 하룬 알라시드는 위구르 제국의 수도에 사신을 파견하는 등, 유라시아 대륙 교역로를 부흥시키기 위해 노력했다. 이러한 노력에 힘입어 카스피 해 인근을 지나가는 교역로도 다시 부흥하기 시작했다. 특히 카스피 해 남쪽의 후라산을 거쳐 소아시아의 비잔티움으로 이어지는 교역로는 아랍 제국과 비잔티움 제국의 전쟁으로 혼란스러웠기 때문에, 자연히 카스피 해와 흑해 북쪽을 지나가는 하자르의 길이 부흥하게 되었다. 이후 약 3세기 동안 비잔티움 제국과 이슬람 제국 그리고 하자르 제국을 축으로 하는 질서가 유라시아 서부에 자리잡았다.
하자르 제국의 체제는 830년대 들어 크게 변화하게 된다. 이 시기 마자르 집단이 폰토스 초원으로 이주하여 하자르 카간국의 서쪽 영토를 약탈하기 시작했다. 비잔티움 제국 역시 하자르 제국을 공격하였고, 하자르 제국의 중심지 역시 기근이 있었다. 이를 막아낸 인물이 튀르크계 유대인 군 사령관 불란이었다. 불란은 여러 사건으로 약해진 카간을 대신해 하자르 제국의 권력을 장악하여 실질적인 권력자가 되었다.
권좌에 오른 불란은 하자르 카간국의 유대교화 정책을 추진했다. 861년 경에는 하자르의 카간도 유대교를 받아들였다. 그와 동시에 불란은 자신의 지위를 단순한 군 사령관에서 왕으로 끌어 올리게 되는데, 이것이 하자르 제국의 2중 왕 체제의 시작으로 보인다. 10세기가 될 무렵 하자르 국가 지배층이 유대교화되었다.
한편, 10세기 들어 하자르 제국에는 또다른 위기가 찾아왔다. 하자르 카간국이 점차 아랍 제국의 이슬람 전파로 인해 이슬람 종교화가 되자 비잔티움 제국은 상업적으로 고립되게 된다. 이에 비잔티움 제국은 하자르 카간국의 지배하에 있던 루스 카간국과 협력했다. 본래 루스 카간국은 키예프에서 하자르, 아랍으로 이어지는 교역망의 일원이었다. 비잔티움과 루스 카간국은 하자르 제국을 공격하였고 그 결과 약 3세기 동안 흑해 북쪽의 교역망을 장악했던 하자르 제국의 패권은 사라졌다.

## 같이 보기
- 호르미즈드 4세
- 레온 4세
- 칸국
- 루스 카간국

### 설명주
1. ↑  
 · 그리스어: Χάζαροι
 · 히브리어: כוזרי/כוזרים
 · 아랍어: خزر
 · 튀르키예어: Hazar(단수)/Hazarlar(복수)
 · 라틴어: Gazari/Cosri

### 인용주
1. ↑  Golden, Peter B. (2010). “Khazaria”. 《The YIVO Encyclopedia of Jews in Eastern Europe》. YIVO Institute for Jewish Research. 2019년 3월 17일에 확인함.
2. ↑  Petrukhin, Vladimir (2013). “Sacral Kingship and the Judaism of the Khazars” (PDF). 《Conversions: Looking for Ideological Change in the Early Middle Ages》: 291~293. 2019년 3월 17일에 확인함.
3. ↑  Asadov, Farda (2016년 12월). “Reinstatement of Long-Distance International Trade after the Arab Conquest: The Khazar-Arab Partnership on the Silk Road in the 9th–10th Centuries”. 《Acta Via Serica, Inaugural Issue》: 36.[깨진 링크(과거 내용 찾기)]
4. ↑  Asadov, Farda (2016년 12월). “Reinstatement of Long-Distance International Trade after the Arab Conquest: The Khazar-Arab Partnership on the Silk Road in the 9th–10th Centuries”. 《Acta Via Serica, Inaugural Issue》: 36~37.[깨진 링크(과거 내용 찾기)]
5. ↑  Farda, Asadov (2012). “Khazaria, Byzantium, and the Arab Caliphate: struggle for control over Eurasian trade routes in the 9th-10th centuries”. 《The Caucasus & Globalization 6.4》: 143.
6. ↑  Asadov, Farda (2016년 12월). “Reinstatement of Long-Distance International Trade after the Arab Conquest: The Khazar-Arab Partnership on the Silk Road in the 9th–10th Centuries”. 《Acta Via Serica, Inaugural Issue》: 37.[깨진 링크(과거 내용 찾기)]
7. ↑  Olsson, Joshua T. (2013). “Coup d'état, Coronation and Conversion: Some Reflections on the Adoption of Judaism by the Khazar Khaganate”. 《Journal of the Royal Asiatic Society 23.4》: 518.
8. ↑  Olsson, Joshua T. (2013). “Coup d'état, Coronation and Conversion: Some Reflections on the Adoption of Judaism by the Khazar Khaganate”. 《Journal of the Royal Asiatic Society 23.4》: 519~526.
9. ↑  Farda, Asadov (2012). “Khazaria, Byzantium, and the Arab Caliphate: struggle for control over Eurasian trade routes in the 9th-10th centuries”. 《The Caucasus & Globalization 6.4》: 149~150.